# Jelgava

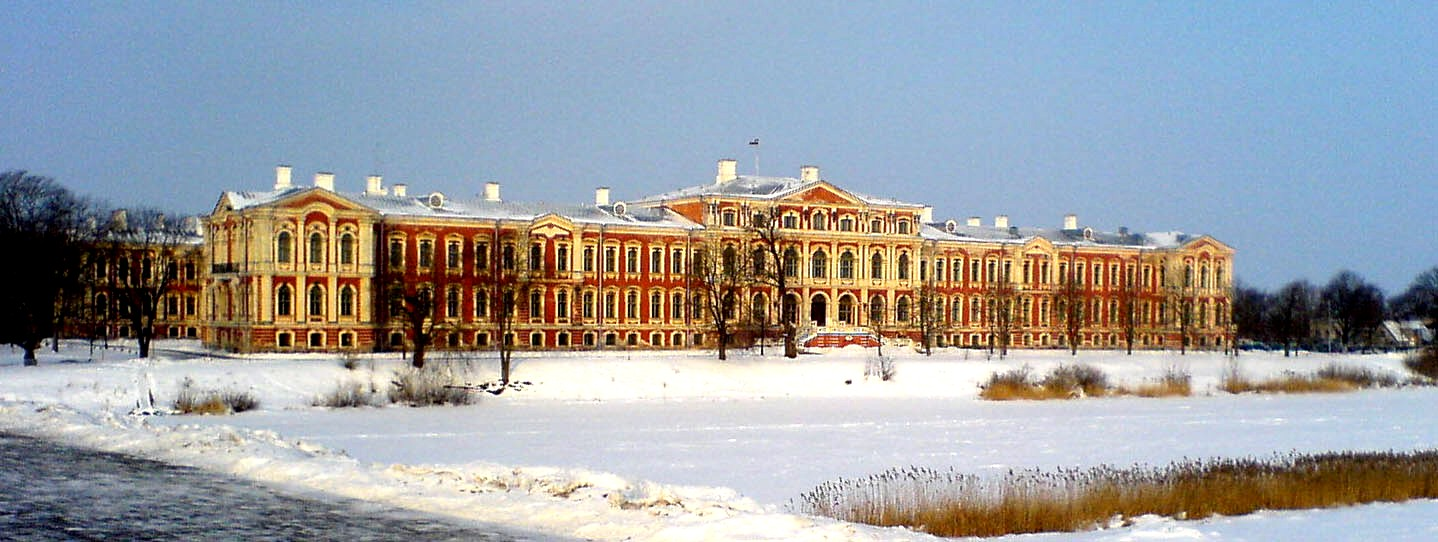
Paleis Jelgava

Jelgava (Duits, historisch: Mitau, Russisch: Елгава / Митава, Elgava / Mitava) is een stad in centraal Letland en ligt 41 kilometer ten zuidwesten van Riga met ongeveer 66.000 inwoners. De stad is de voornaamste in het historische landsdeel Semgallen en was tot 1919 de hoofdstad van Koerland. De naam Jelgava gaat waarschijnlijk terug op een Lijfs woord dat "lage plaats" betekent.
Jelgava ligt in een vruchtbaar gebied op de rechter oever van de rivier de Lielupe (Duits: Kurländische Aa). Het is niet zelden gebeurd dat de stad onder water kwam te staan bij hoog water. Jelgava wordt omgeven door een gracht die vroegere fortificaties beschermt. De stad is een knooppunt van spoorwegverbindingen en is van economisch belang voor de graanhandel.

## Stadsbeeld
Jelgava heeft brede straten. Het oude kasteel (1266) van de hertogen van Koerland lag op een eiland in de rivier, maar is verloren gegaan. Op de andere oever van de Lielupe ligt een paleis, ontworpen door de architect Bartolomeo Rastrelli. In dit paleis liggen de sarcofagen van het hertogelijk huis van Koerland. Andere bezienswaardigheden zijn de barokke kerk van Sint-Anna, de toren van de vernielde Drievuldigheidskerk en twee neoclassicistische gebouwen, de Villa Medema en de Academia Petrina.

## Geschiedenis
De oevers van de Lielupe, op de plaats waar nu Jelgava ligt, zijn bewoond sinds de 10e eeuw. Onder leiding van de grootmeester Konrad von Mander bouwen de ridders van de Lijflandse Orde tussen 1265 en 1266 op het eilandje in de rivier kasteel Mitau. Hier bevonden zich de resten van de eerdere nederzetting Pilssala. Vanuit dit kasteel konden de Duitse ridders de omgeving veroveren. De stad werd belangrijker doordat het fungeerde als verdedigingswerk tegen de Litouwers, die er in 1345 in slaagden om Jelgava te plunderen.
Na de opheffing van de Lijflandse Orde werd Mitau een belangrijke plaats in het hertogdom Koerland. In 1573 kreeg het stadsrechten en het werd de hoofdstad van Koerland en Semgallen. Toen het hertogdom in 1596 werd gesplitst, werd Jelgava de residentie van hertog Frederik Kettler van Semgallen. De stad werd in 1617 weer hoofdstad van het herenigde hertogdom. Ondanks de oorlogen tussen Zweden en Polen floreerde de stad als handelscentrum. Onder Russische invloeden was de macht echter tanende. Hertogin was van 1711 tot 1730 was Anna Ivanovna, de latere keizerin Anna I van Rusland.
De voorlaatste hertog van Koerland, Ernst Johann von Biron leverde een belangrijke bijdragen aan de cultuur aan Jelgava. Hij bouwde het hertogelijk paleis en opende de eerste bibliotheek. In 1775 stichtte hij de Academia Petrina, een universiteit die voor Koerland een geestelijk centrum werd. In het paleis werden theaterstukken opgevoerd.
Mede door de uitbraak van de Franse Revolutie in 1789, eisten de burgers van Mitau meer rechten. De stad werd echter geannexeerd door Rusland in 1795. Het paleis was (van 1798-1801 en van 1804 tot 1807) de residentie van Franse troonpretendent, de graaf van Provence, die later als Lodewijk XVIII de Franse troon zou bestijgen. Hoewel de stad veroverd werd door het koninkrijk Pruisen, bleven grootschalige vernielingen uit.
Na de bouw van een spoorlijn in 1868 ontwikkelde Jelgava zich verder. Door de verbeterde infrastructuur werden veel nieuwe inwoners van het platteland aangetrokken. Zij werkten als kooplui, handelaren en leraren. In 1914 had Jelgava meer dan 45.000 inwoners. De stad leed echter grote verliezen tijdens de Eerste Wereldoorlog. Duitse troepen bezetten de stad en na de oorlog was het gebied een slagveld tussen Duitse paramilitairen, Letse vrijheidsstrijders en Rusland. Jelgeva werd een belangrijke stad in de onafhankelijkheidsstrijd voor Letland.
In 1940, tijdens de Tweede Wereldoorlog, werd Jelgava met de rest van Letland, geannexeerd door de Sovjet-Unie. De overgebleven Duitse inwoners vluchtten naar het westen. De stad werd bezet door Duitsland van 1941 tot 1944, waarna het weer veroverd werd door Rusland. Het historische centrum, de industrieën en het spoornetwerk werden ernstig beschadigd. Meer dan 90% van de stad werd gedurende de oorlog vernietigd. Honderden Joden werden vermoord door nazi's.
Gedurende de sovjet-bezetting werd Jelgava herbouwd. Het is nu een toeristische trekpleister.

## Geboren
- Eduard Totleben (1818 - 1884), militair
- Mamert Stankiewicz (1889 - 1939), marineofficier en commandant
- Jānis Lūsis (1939-2020), olympisch + viervoudig Europees kampioen speerwerpen
- Renārs Kaupers (1974), zanger en acteur
- Dace Sietina (1978), Lets-Nederlandse stripmaker, fotograaf, illustrator en stop-motion animator